# 周洪 (弘治進士)
周洪（1449年—？），字大猷，浙江衢州府西安縣（今衢縣）人，民籍，明朝政治人物。

## 生平
成化七年（1471年）辛卯科浙江鄉試第二十一名舉人。弘治三年（1490年）中式庚戌科會試第一百三十六名，二甲第五十三名進士。歴官安慶府知府。

## 家族
曾祖周世濂；祖父周道清；父周斌，母鄭氏。永感下。弟周浩。